# Boeing 747
Boeing 747, populært kaldet jumbojet, er et fire-motoret passagerfly med to passagerdæk bygget af Boeing-fabrikkerne og indtil videre det næststørste passagerfly i brug i dag (kun overgået af Airbus A380). Flyet kendes let på sin karakteristiske "pukkel", som indeholder det øverste dæk og cockpittet.
Flyet blev i forskellige varianter fremstillet 53 år; fra 1969 til 2022.

## Historie
Boeing lancerede sin "Jumbo Jet" i juli 1966 som en forventning til et fremtidigt marked for langt større fly, end der fandtes på daværende tidspunkt. De første jetfly var blevet lanceret i 1950'erne og havde haft en enorm indflydelse på charterturismen, når det gjaldt afstande og mængden af passagerer.
Første testflyvning skete 9. februar 1969, og 2. september samme år blev den første Boeing 747 leveret. Pan American var første kunde til det nye fly med en ordre på 25 styk, og muligheden for at transportere langt flere passagerer på samme fly betød drastiske fald i omkostninger pr. passager, som igen gjorde, at endnu flere fik råd til at rejse. Allerede i 1970 blev næste udgave, 747-200B, lanceret med højere startvægt, kraftigere motorer og længere rækkevidde. Rene fragtudgaver blev også leveret.
Med -300 udgaven lanceret i 1980 fik 747'eren det udseende, der bedst kendes i dag. Det øvre dæk blev forlænget, der blev lavet et hvileområde for flypersonalet og selvfølgelig plads til flere passagerer. Oftest var flyene indrettet med økonomiklasse på det store nedre dæk og første- eller businessklasse forrest og på det øvre dæk. Enkelte udgaver var dog økonomiklasse hele vejen igennem og blev især brugt på korte indenrigsruter i Japan med høj kapacitet.
747-400 fløj første gang i april 1988 og introducerede en række forbedringer. Dette var det første fly med winglets, to-pilots EFIS-cockpit, nye motorer, højere maks. startvægt og endnu længere rækkevidde. Fragtudgaven af -400 har det korte øvre dæk fra -200 modellen. Senest er Boeing begyndt at tilbyde konvertering af ældre passagerudgaver til fragtfly, kaldet 747-400BCF (Boeing Converted Freighter). -400 er den model, der har været længst i produktion og har affødt en række varianter.
Boeing har valgt at fortsætte udviklingen af den populære Jumbo Jet som svar på Airbus' indtog på markedet med deres A380 og lancerede i 2005 den nye 747-8 Intercontinental. Den er lidt større end 747-400 og trækker på meget af teknologien udviklet til 787 Dreamliner. Første kunde er luxembourgske Cargolux, som har bestilt 10 fragtudgaver.
I alt er der leveret 1.552 stk. 747'ere.
Enkelte 747-varianter har fundet vej til militær tjeneste. Uden tvivl er det mest kendte eksempel det amerikanske luftvåbens VC-25, oftest kendt som Air Force One. USA benytter også typen som luftbåren kommandostation (E-4) og senest som platform til det fremtidige laservåben, AL-1. Iran og Japan er også blandt de militære kunder, primært som VIP-fly. En anden højt profileret 747 er NASA's 747-100, som er modificeret til at bære den amerikanske rumfærge på ryggen.
En 747SP er udstyret med et spejlteleskop og foretager astronomiske observationer fra 12 km højde i programmet Stratospheric Observatory for Infrared Astronomy (SOFIA).

### End of production
Boeing varslede i 2016, at de overvejede at indstille produktionen af 747 grundet manglende efterspørgsel efter flytypen. Samme år modtog Boeing dog ordre fra UPS Airlines på levering af 14 nye fly og senere i 2018 lagde UPS ordre på nye 14 fly, hvilket forlængede produktionen.
Produktionen af 747 ophørte i 2022, da Boeing den 6. december 2022 færdiggjorde den sidste 747, et 747-8F fragtfly til Atlas Air til levering i begyndelsen af 2023.

### Ulykker
Boeing 747 har været involveret i 58 ulykker, der har medført beskadigelse af flyet i en sådan grad, at flyet ikke kunne repareres.
En af de mest alvorlige ulykker med en 747'er indtraf den 12. august 1985, da Japan Airlines Flight 123 styrtede ned med 524 personer ombord. Kun fire overlevede.
Historiens værste ulykke indtraf den 27. marts 1977 ved Flyulykken på Tenerife, da to Boeing 747'ere på startbanen i lufthavnen Los Rodeos Airport, Tenerife ramte hinanden, hvorved 583 mennesker omkom. Ulykken på Tenerife kaldes også for den værste "rigtige" flyulykke, der ikke opstod som følge af et terrorangreb.
Den 21. december 1988 blev et amerikansk fly, Pam Am 103 (en), bombesprængt over den skotske by Lockerbie. I alt døde 270 mennesker ved terrorangrebet.
Trans World Airlines Flight 800 (TWA 800), var en Boeing 747 fra det amerikanske selskab Trans World Airlines, der eksploderede og styrtede ned i Atlanterhavet nær East Moriches, New York ud for Long Islands kyst. Det skete 12 minutter efter at flyet var lettet den 17. juli 1996 klokken cirka 20:31 lokal tid (18. juli 1996 kl. 02:31 dansk sommertid).

## Versioner af Boeing 747
Boeing 747-100Den første model, første fly blev rullet ud i 1969. 250 leveret.
Boeing 747-100BStørre lasteevne, 9 leveret.
Boeing 747-200Større maksimal startvægt, kraftigere motorer og større rækkevidde.
Boeing 747-200FFragtudgave.
Boeing 747-200SRShort Range, udviklet til et højt antal operationer over kort tid, forstærket landingsstel.
Boeing 747-200CCombiudgave, som kan flyve enten som passagerfly eller kombineret passager-fragt. Fragtdør monteret på siden.
Boeing 747-200 ConvertibleKan konfigureres til enten fragt, passagerer eller en kombination deraf. Kan læsses forfra gennem hængslet næsesektion.
Boeing 747-SPSpecial performance. Forkortet udgave, med længere rækkevidde. Baseret på -100 og -200.
Boeing 747-300Den første version med forlænget pukkel (Stretched Upper Deck). I alt 81 leveret.
Boeing 747-300SRShort Range.
Boeing 747-300 CombiKan konfigureres som rent passagerfly eller kombination af passager og fragt.
Boeing 747-400Forbedrede motorer, 2-pilots EFIS-cockpit, winglets
Boeing 747-400FFragtfly. Samme basisversion som passagerudgaven, men har det korte øvre dæk fra -200 modellen.
Boeing 747-400 DomesticHigh-density layout beregnet til det japanske indenrigsnet. Har ingen winglets.
Boeing 747-400M CombiKombineret fragt-passager udgave.
Boeing 747-400BCFBoeing Converted Freighter. Passagerudgave ombygget til fragt. Adskiller sig fra den fabriksbyggede fragtudgave, ved at have den lange overetage fra passagerudgaven.
Boeing 747-400ERExtended Range, lanceret i 2000. Forøget maksimal startvægt, som kan udnyttes til længere rækkevidde eller mere fragt. Forbedret cockpit.
Boeing 747-400ERFFragtudgave.
Boeing 747-400LCF DreamlifterSpecialudgave lavet til Boeing selv for at transportere dele til 787 fra rundt om i verden til samlingshallen.
Boeing 747-500X og -600XForeslåede forlængede udgaver, men aldrig producerede.
Boeing 747-8INy version af Boeing 747. Den er forlænget med ca. 6 meter, og vil typisk have plads til 497 passagerer. Første flyvning i 2009
Boeing 747-8FSamme som forrige, dog med kort pukkel. Første flyvning i 2009

## Billeder
- En Singapore Airlines Cargo 747-400F i København med forreste fragtluge åben
- 747-400
- Det 4-dobbelte landingsstel på en 747

## Eksterne links
- Wikimedia Commons har flere filer relateret til Boeing 747
- Boeing 747 Family: technical
- Space Shuttle rides a 747 jumbojet Arkiveret 12. december 2003 hos  Wayback Machine